# Сасанідська драхма

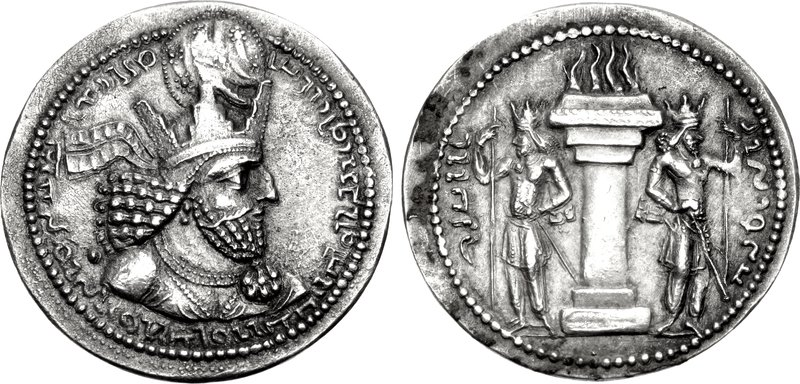
Срібна драхма Шапура I

Сасанідська драхма (середньоперська: драм) — срібна монета вагою близько 4,4 г, яку карбували в Персії в період правління династії Сасанідів (5—7 ст.). Для окремих монет, залежно від місця та періоду карбування, реальна вага може бути дещо нижчою.

Скинувши 224 династію Аршакідів, Сасаніди панували на Близькому та Середньому Сході до 651, коли на зміну їм прийшли арабські завойовники. Правителі династії Сасанідів запровадили новий вид карбування монет, використовуючи при цьому тонкі заготовки. Для срібних драхм було збережено вагу однотипних монет елліністичного світу — близько 4 г. Поряд зі срібними монетами карбувалися дрібні деномінації (напівдрахми, 1/6 драхми тощо), а також золоті (декількох вагових стандартів)  та мідні номінали. Поле монет відокремлене від гурта одним або кількома кругами.
Сасанідська драхма перебувала на грошовому ринку земель Київської Русі у 8 — 1-й половині 9 ст. Більшість цих монет потрапляли на українські землі Хозарським шляхом — із міста Ітиль у Хозарському каганаті, річкою Сіверський Донець до Чернігівської землі й далі до Києва. Найбільш поширеними серед них були монети емісій Варахдана V (420–438), Хосрова I (531–579) та Хосрова II (591–628).